# Stenopetalum
Stenopetalum é um género botânico pertencente à família Brassicaceae..